# 新井淳
新井 淳（あらい じゅん、1890年1月10日 - 1943年2月28日）は、日本の俳優である。本名は新井淳一（一説に本名同じ）。新派出身で、現代劇の映画を中心に出演した。

## 人物・来歴
1890年（明治23年）1月10日、埼玉県児玉郡本庄町（現：同県本庄市）に「新井淳一」として生まれる。
東京に出て、旧制・麻布中学校（現：麻布中学校・高等学校）を卒業後、呉服店に勤務、番頭を務める。俳優を志し、1910年（明治43年）、新派の俳優・藤沢浅二郎に入門する。藤沢が当時、映画出演していた吉沢商店が1912年（明治45年）に他の3社と合併して日本活動写真（現在の日活）となった。藤沢は日活向島撮影所に出演し、新井も1914年（大正3年）に入社、「日活新派」と呼ばれる現代劇に出演した。
1923年（大正12年）、藤野秀夫、衣笠貞之助、横山運平、藤川三之助、東猛夫、荒木忍、島田嘉七ら12名とともに日活向島を集団退社、国際活映（国活）に移籍した。坂田重則監督の『鷲津村の娘』、村田実監督の『父の罪』に出演したが、まもなく同社が経営不振のため製作を停止し、新井は松竹蒲田撮影所に移籍した。国活は1925年（大正14年）に解散した。
松竹蒲田では、島津保次郎、五所平之助らの作品に多く出演した。満47歳を迎えた1937年（昭和12年）、島津監督の『兄とその妹』に出演したのを最後に俳優業を引退し、以後の消息は不明とされていたが、1943年（昭和18年）2月28日に死去したという。満53歳没。

## フィルモグラフィ
- 『あかね染』：監督不明、1917年
- 『若葉の宿』：監督不明、1917年
- 『七色指環』：監督小口忠、1918年
- 『生ける屍』：監督田中栄三、1918年

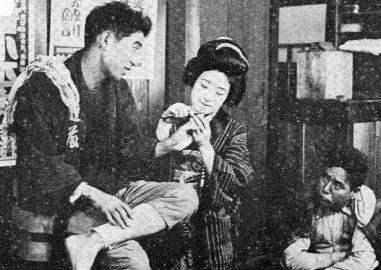
『屋上の恋人』（1925年）左から堀川浪之助、松井千枝子、新井

- 『金色夜叉』：監督小口忠・田中栄三、1918年
- 『恋の浮島』：監督不明、1918年
- 『オセロ』：監督田中栄三、1919年
- 『朝日さす前』：監督田中栄三、1920年
- 『生さぬ仲』：監督小口忠、1921年
- 『不如婦』：監督不明、1922年
- 『二人静』：監督大洞元吾、1922年
- 『京屋襟店』：監督田中栄三、1922年
- 『鷲津村の娘』：監督坂田重則、1922年
- 『若き妻の死』：監督坂田重則、1923年
- 『父の罪』：監督村田実、1923年
- 『愛情の極み』：監督坂田重則、1923年
- 『感じの好い映画集 帽子』：監督池田義信、1924年
- 『悪太郎』：監督島津保次郎、1924年
- 『大地は微笑む』前篇・中篇・後篇：監督牛原虚彦・島津保次郎、1925年
- 『村の先生』：監督島津保次郎、1925年
- 『坂崎出羽守』：監督・主演勝見庸太郎、1925年
- 『寂しき乱暴者』：監督五所平之助、1927年
- 『カラボタン』：監督野村芳亭、1926年
- 『父帰る』：監督野村芳亭、1927年
- 『先生と其娘』：監督佐々木恒次郎、1927年
- 『女の一生』：監督池田義信、1928年
- 『不壊の白珠』：監督清水宏、1929年
- 『麗人』：監督島津保次郎、1930年
- 『あら!その瞬間よ』：監督斎藤寅次郎、1930年
- 『涙の愛嬌者』：監督野村浩将、1931年
- 『桃色の誘惑』：監督野村浩将、1931年
- 『銀座の柳』：監督五所平之助、1932年
- 『チョコレートガール』：監督成瀬巳喜男、1932年
- 『忠臣蔵 前篇 赤穂京の巻』：監督衣笠貞之助、1932年
- 『忠臣蔵 後篇 江戸の巻』：監督衣笠貞之助、1932年
- 『君と別れて』：監督成瀬巳喜男、1933年
- 『愛撫 (ラムール)』：監督五所平之助、1933年
- 『人生のお荷物』：監督五所平之助、1935年
- 『僕の春』：監督深田修造、1936年
- 『男性対女性』：監督五所平之助、1936年
- 『人妻椿』：監督野村浩将、1936年
- 『荒城の月』：監督佐々木啓祐、1937年
- 『兄とその妹』：監督島津保次郎、1937年